# Coppa J.League 2024
La J.League Cup 2024 (2024年のJリーグカップ?), denominata Coppa J.League YBC Levain (2024 JリーグYBCルヴァンカップ?) per ragioni di sponsorizzazione, è stata la trentaduesima edizione della Coppa di Lega nipponica di calcio. In questa stagione il cambio di formato permette a tutti e 60 i club della J. League di prendere parte alla competizione.

## Formula
La competizione, per la stagione 2024, prevede un cambio di formula, allargando l'ingresso a tutte le squadre di J1, J2 e J3 League, consentendo così di partecipare a tutti i club affiliati alla J. League per la prima volta dal 2001.
Il torneo si divide in tre fasi distinte: turni preliminari, play-off e fase finale.

### Turni preliminari
A questa fase hanno preso parte 57 squadre, escludendo le tre partecipanti alla AFC Champions League 2023-2024 (Kawasaki Frontale, Yokohama F·Marinos e Ventforet Kofu) che hanno ottenuto la qualificazione diretta alla fase finale. Le squadre sono divise in dieci gruppi ed ognuno di essi gioca una competizione ad eliminazione diretta, in modo da ottenere 10 squadre che ottengono l'accesso ai play-off. Il sorteggio per i turni preliminari è effettuato in base ai piazzamenti ottenuti dalle squadre nella stagione 2023. Come regola generale, le squadre appartenenti alla divisione inferiore giocano la gara in casa; in caso di incontro tra due squadre della stessa divisione, la peggior piazzata delle due nella stagione 2023 ospita la gara. In caso di pareggi sono previsti tempi supplementari e rigori.
| Gruppo | Squadre                     | Squadre                  | Squadre                   | Squadre                   | Squadre                       | Squadre                      |
| ------ | --------------------------- | ------------------------ | ------------------------- | ------------------------- | ----------------------------- | ---------------------------- |
| 1      | Vissel Kōbe (1° J1)         | Shimizu S-Pulse (4° J2)  | Montedio Yamagata (5° J2) | Kataller Toyama (3° J3)   | Imabari (4° J3)               | -                            |
| 2      | Sanfrecce Hiroshima (3° J1) | Tokyo Verdy (3° J2)      | JEF United (6° J2)        | Kagoshima Utd (2° J3)     | Nara Club (5° J3)             | -                            |
| 3      | Urawa Reds (4° J1)          | Júbilo Iwata (2° J2)     | V-Varen Nagasaki (7° J2)  | Ehime (1° J3)             | Gainare Tottori (6° J3)       | -                            |
| 4      | Kashima Antlers (5° J1)     | Machida Zelvia (1° J2)   | Oita Trinita (9° J2)      | Zweigen Kanazawa (22° J2) | Vanraure Hachinohe (7° J3)    | Giravanz Kitakyushu (20° J3) |
| 5      | Nagoya Grampus (6° J1)      | Yokohama FC (18° J1)     | Fagiano Okayama (10° J2)  | Omiya Ardija (21° J2)     | Gifu (8° J3)                  | Tegevajaro Miyazaki (19° J3) |
| 6      | Avispa Fukuoka (7° J1)      | Kashiwa Reysol (17° J1)  | Thespa Gunma (11° J2)     | Renofa Yamaguchi (20° J2) | Matsumoto Yamaga (9° J3)      | Sagamihara (18° J3)          |
| 7      | Cerezo Osaka (9° J1)        | Gamba Osaka (16° J1)     | Fujieda MYFC (12° J2)     | Tochigi (19° J2)          | Iwate Grulla Morioka (10° J3) | Ryūkyū Okinawa (17° J3)      |
| 8      | Albirex Niigata (10° J1)    | Shonan Bellmare (15° J1) | Blaublitz Akita (13° J2)  | Iwaki (18° J2)            | FC Osaka (11° J3)             | Kamatamare Sanuki (16° J3)   |
| 9      | FC Tokyo (11° J1)           | Sagan Tosu (14° J1)      | Roasso Kumamoto (14° J2)  | Mito HollyHock (17° J2)   | Yokohama SCC (12° J3)         | Fukushima Utd (15° J3)       |
| 10     | Consadole Sapporo (11° J1)  | Kyoto Sanga (13° J1)     | Tokushima Vortis (15° J2) | Vegalta Sendai (16° J2)   | Azul Claro Numazu (13° J3)    | Nagano Parceiro (14° J3)     |

### Play-off
Le 10 squadre qualificate sono sorteggiate in un turno ad eliminazione diretta, con partite di andata e ritorno. Le cinque vincenti dei play-off accedono alla fase finale.

### Fase finale
Le cinque vincenti dei play-off e le tre squadre partecipanti alla AFC Champions League 2023-2024 giocano un torneo ad eliminazione diretta con gare di andata e ritorno (eccezion fatta per la finale, disputata in gara singola).

## Calendario
Il calendario è stato annunciato il 19 dicembre 2023.
| Fase        | Turno            | Incontri      |
| ----------- | ---------------- | ------------- |
| Preliminare | Primo turno      | 6-13 marzo    |
| Preliminare | Secondo turno    | 17-24 marzo   |
| Preliminare | Terzo turno      | 22 maggio     |
| Play-off    | Play-off         | 5-9 giugno    |
| Fase finale | Quarti di finale | 4-8 settembre |
| Fase finale | Semifinali       | 9-13 ottobre  |
| Fase finale | Finale           | --            |

## Turni preliminari

### Gruppo 1
| Squadra 1       | Risultato       | Squadra 2         |
| --------------- | --------------- | ----------------- |
| Primo turno     |                 |                   |
| Kataller Toyama | 2 – 1 (dts)     | Montedio Yamagata |
| Secondo turno   |                 |                   |
| Imabari         | 1 – 2 (dts)     | Vissel Kōbe       |
| Kataller Toyama | 0 – 0 (6-5 dtr) | Shimizu S-Pulse   |
| Terzo turno     |                 |                   |
| Kataller Toyama | 1 – 1 (5-4 dtr) | Vissel Kōbe       |

### Gruppo 2
| Squadra 1     | Risultato | Squadra 2           |
| ------------- | --------- | ------------------- |
| Primo turno   |           |                     |
| Kagoshima Utd | 1 – 0     | JEF United          |
| Secondo turno |           |                     |
| Nara Club     | 0 – 6     | Sanfrecce Hiroshima |
| Kagoshima Utd | 0 – 1     | Tokyo Verdy         |
| Terzo turno   |           |                     |
| Tokyo Verdy   | 2 – 3     | Sanfrecce Hiroshima |

### Gruppo 3
| Squadra 1        | Risultato   | Squadra 2        |
| ---------------- | ----------- | ---------------- |
| Primo turno      |             |                  |
| Ehime            | 3 – 4 (dts) | V-Varen Nagasaki |
| Secondo turno    |             |                  |
| Gainare Tottori  | 2 – 5       | Urawa Reds       |
| V-Varen Nagasaki | 1 – 0       | Júbilo Iwata     |
| Terzo turno      |             |                  |
| V-Varen Nagasaki | 1 – 0       | Urawa Reds       |

### Gruppo 4
| Squadra 1           | Risultato       | Squadra 2        |
| ------------------- | --------------- | ---------------- |
| Primo turno         |                 |                  |
| Giravanz Kitakyushu | 1 – 0 (dts)     | Oita Trinita     |
| Vanraure Hachinohe  | 0 – 0 (5-3 dtr) | Zweigen Kanazawa |
| Secondo turno       |                 |                  |
| Giravanz Kitakyushu | 1 – 2           | Machida Zelvia   |
| Vanraure Hachinohe  | 1 – 2 (dts)     | Kashima Antlers  |
| Terzo turno         |                 |                  |
| Machida Zelvia      | 2 – 0           | Kashima Antlers  |

### Gruppo 5
| Squadra 1           | Risultato       | Squadra 2       |
| ------------------- | --------------- | --------------- |
| Primo turno         |                 |                 |
| Gifu                | 1 – 2           | Omiya Ardija    |
| Tegevajaro Miyazaki | 1 – 4           | Fagiano Okayama |
| Secondo turno       |                 |                 |
| Omiya Ardija        | 0 – 2           | Nagoya Grampus  |
| Fagiano Okayama     | 3 – 3 (3-5 dtr) | Yokohama FC     |
| Terzo turno         |                 |                 |
| Yokohama FC         | 1 – 3           | Nagoya Grampus  |

### Gruppo 6
| Squadra 1        | Risultato       | Squadra 2        |
| ---------------- | --------------- | ---------------- |
| Primo turno      |                 |                  |
| Matsumoto Yamaga | 3 – 3 (4-3 dtr) | Renofa Yamaguchi |
| Thespa Gunma     | 4 – 1 (dts)     | Sagamihara       |
| Secondo turno    |                 |                  |
| Matsumoto Yamaga | 1 – 1 (2-4 dtr) | Avispa Fukuoka   |
| Thespa Gunma     | 1 – 3           | Kashiwa Reysol   |
| Terzo turno      |                 |                  |
| Kashiwa Reysol   | 2 – 1           | Avispa Fukuoka   |

### Gruppo 7
| Squadra 1            | Risultato | Squadra 2    |
| -------------------- | --------- | ------------ |
| Primo turno          |           |              |
| Iwate Grulla Morioka | 1 – 0     | Tochigi      |
| Ryūkyū Okinawa       | 2 – 1     | Fujieda MYFC |
| Secondo turno        |           |              |
| Iwate Grulla Morioka | 0 – 1     | Cerezo Osaka |
| Ryūkyū Okinawa       | 2 – 1     | Gamba Osaka  |
| Terzo turno          |           |              |
| Ryūkyū Okinawa       | 0 – 1     | Cerezo Osaka |

### Gruppo 8
| Squadra 1         | Risultato   | Squadra 2       |
| ----------------- | ----------- | --------------- |
| Primo turno       |             |                 |
| FC Osaka          | 0 – 2       | Iwaki           |
| Kamatamare Sanuki | 0 – 2       | Blaublitz Akita |
| Secondo turno     |             |                 |
| Iwaki             | 0 – 2       | Albirex Niigata |
| Blaublitz Akita   | 2 – 1 (dts) | Shonan Bellmare |
| Terzo turno       |             |                 |
| Blaublitz Akita   | 0 – 2 (dts) | Albirex Niigata |

### Gruppo 9
| Squadra 1       | Risultato       | Squadra 2       |
| --------------- | --------------- | --------------- |
| Primo turno     |                 |                 |
| Yokohama SCC    | 1 – 0           | Mito HollyHock  |
| Fukushima Utd   | 1 – 2           | Roasso Kumamoto |
| Secondo turno   |                 |                 |
| Yokohama SCC    | 0 – 4           | FC Tokyo        |
| Roasso Kumamoto | 0 – 1           | Sagan Tosu      |
| Terzo turno     |                 |                 |
| Sagan Tosu      | 1 – 1 (4-5 dtr) | FC Tokyo        |

### Gruppo 10
| Squadra 1         | Risultato       | Squadra 2         |
| ----------------- | --------------- | ----------------- |
| Primo turno       |                 |                   |
| Azul Claro Numazu | 3 – 2           | Vegalta Sendai    |
| Nagano Parceiro   | 5 – 1           | Tokushima Vortis  |
| Secondo turno     |                 |                   |
| Azul Claro Numazu | 1 – 3           | Consadole Sapporo |
| Nagano Parceiro   | 3 – 2 (dts)     | Kyoto Sanga       |
| Terzo turno       |                 |                   |
| Nagano Parceiro   | 1 – 1 (3-5 dtr) | Consadole Sapporo |

## Play-off
| Squadra 1           | Totale | Squadra 2         | Andata | Ritorno |
| ------------------- | ------ | ----------------- | ------ | ------- |
| Kataller Toyama     | 2 - 3  | Consadole Sapporo | 1 - 1  | 1 - 2   |
| Sanfrecce Hiroshima | 5 - 2  | FC Tokyo          | 2 - 1  | 3 - 1   |
| V-Varen Nagasaki    | 2 - 3  | Albirex Niigata   | 1 - 1  | 1 - 1   |
| Machida Zelvia      | 5 - 3  | Cerezo Osaka      | 3 - 1  | 2 - 2   |
| Nagoya Grampus      | 2 - 1  | Kashiwa Reysol    | 1 - 1  | 1 - 0   |

## Quarti di finale
| Squadra 1           | Totale      | Squadra 2          | Andata | Ritorno |
| ------------------- | ----------- | ------------------ | ------ | ------- |
| Sanfrecce Hiroshima | 2 - 2 (dts) | Nagoya Grampus     | 1 - 0  | 1 - 2   |
| Consadole Sapporo   | 4 - 7       | Yokohama F·Marinos | 1 - 6  | 3 - 1   |
| Ventforet Kofu      | 1 - 2       | Kawasaki Frontale  | 0 - 1  | 1 - 1   |
| Machida Zelvia      | 2 - 5       | Albirex Niigata    | 0 - 5  | 2 - 0   |

## Semifinali
| Squadra 1         | Totale | Squadra 2          | Andata | Ritorno |
| ----------------- | ------ | ------------------ | ------ | ------- |
| Nagoya Grampus    | 4 - 3  | Yokohama F·Marinos | 3 - 1  | 1 - 2   |
| Kawasaki Frontale | 1 - 6  | Albirex Niigata    | 1 - 4  | 0 - 2   |

## Finale
| Arbitro: | Koichiro Fukushima |

|                                                   |                      |                                        |
| Nagai 31’, 42’ Nakayama 93’                       | Marcatori            | 71’ Taniguchi 90+11’ (rig.), 111’ Komi |
| Inagaki Langerak Yamanaka Kasper Junker Yamagishi | Tiri di rigore 5 – 4 | Akiyama Nagakura Deng Hoshi Komi       |